# Adelard Mayanga Maku
Adelard Mayanga Maku (ur. 31 października 1948) – kongijski piłkarz występujący na pozycji napastnika. Uczestnik Mistrzostw Świata 1974.

## Kariera klubowa
Podczas MŚ 1974 reprezentował barwy klubu AS Vita Club.

## Kariera reprezentacyjna
Razem z reprezentacją Zairu uczestniczył w Mistrzostwach Świata 1974. Wystąpił tam we wszystkich trzech meczach z reprezentacją Szkocji, reprezentacją Jugosławii i reprezentacją Brazylii.
Kilka miesięcy wcześniej zdobył z reprezentacją Puchar Narodów Afryki 1974. Mayanga wystąpił w obu meczach finałowych przeciwko reprezentacją Zambii. W meczach grupowych zdobył 3 bramki, dwie w meczu reprezentacją Mauritiusu oraz bramkę w przegranym meczu grupowym z reprezentacją Konga.